# Lambatindur
Lambatindur är en bergstopp i republiken Island. Den ligger i regionen Västfjordarna, 200 km norr om huvudstaden Reykjavík. Toppen på Lambatindur är 494 meter över havet.
Trakten runt Lambatindur är nära nog obefolkad, med mindre än två invånare per kvadratkilometer. Det finns inga samhällen i närheten. Trakten runt Lambatindur består i huvudsak av gräsmarker.